# Pooh-Man

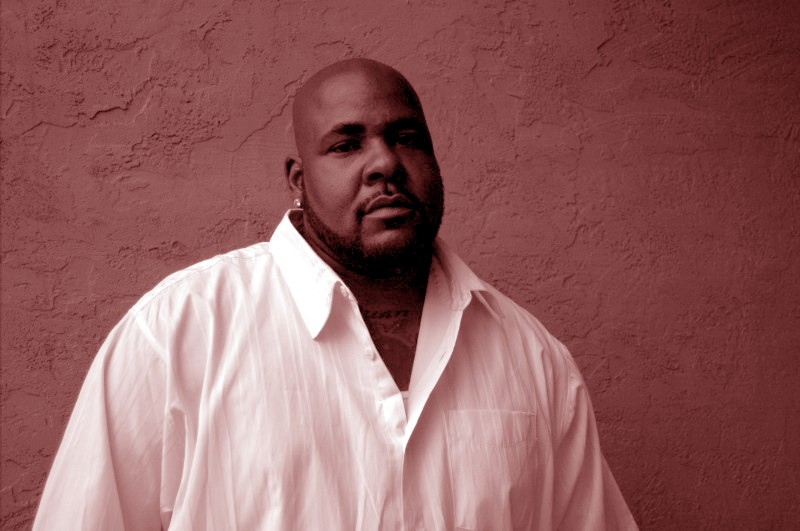
Pooh-Man, 2014

Pooh-Man, auch MC Pooh, (* 25. Januar 1971 in Oakland; bürgerlich Lawrence Lee Thomas) ist ein US-amerikanischer Rapper, welcher mehrere Alben auf verschiedenen Labeln, inklusiv Jive Records, veröffentlichte. Er ist seit den 1990er Jahren im Musikgeschäft.
Seine Musikinhalte richten sich an Sex, Geld und Kriminalität aus (sein Lied „Sex, Money, and Murder“ erschien auf dem Soundtrack zum Film Juice – City-War).
Sein einziges Album in den Charts, war das 1992 veröffentlichte Funky as I Wanna Be, in welchem die Sänger MC Breed, Too Short, und Ant Banks auftraten. Das Album erreichte den 158. Platz der Billboard Top 200.
Pooh-Mans drittes veröffentlichtes Album Judgement Day enthält gegen Too Short, Ant Banks, Spice 1 und The Dangerous Crew gerichtete Disses. Die Single Run Nigga Run wurde im Sommer 1993 im Radio BET gesendet, aber der Titel wurde zu Run Brother Run verändert.
Pooh-Man erschien in Albert Hughes und Allen Hughes Film Menace II Society.

## Diskografie
| Jahr | Titel                                        | Label       | US R&B Chart | US Top 200 |
| ---- | -------------------------------------------- | ----------- | ------------ | ---------- |
| 1991 | Life of a Criminal                           | Jive        | 39           | -          |
| 1992 | Funky As I Wanna Be                          | Jive        | 38           | 158        |
| 1993 | Judgement Day                                | Scarface    | 57           | -          |
| 1994 | Ain’t No Love                                | In-A-Minute | 85           | -          |
| 1997 | State Vs. Pooh-Man Straight from San Quentin | In-A-Minute | -            | -          |
| 2001 | Fukin' Wit Dank 2001                         | Killa Kali  | -            | -          |